# Leandro Somoza
Leandro Daniel Somoza (Buenos Aires, 26 gennaio 1981) è un allenatore di calcio ed ex calciatore argentino, di ruolo centrocampista, tecnico del Rampla Juniors.

## Palmarès

### Club

#### Competizioni internazionali
- Coppa Sudamericana: 1

Lanús: 2013